# Giuliano Modarelli
Giuliano Modarelli (Milano, 31 gennaio 1977) è un chitarrista italiano, principalmente attivo nell'ambito della world music e della musica classica indiana.

## Biografia
Dopo essersi laureato in musica jazz al Leeds College of Music in Inghilterra nel 2003, inizia la sua carriera di musicista suonando con diversi gruppi quali Sawa Teen, Raga Nova e Nshwa, esperienze che lo portano ad esibirsi ad importanti festival inglesi come il festival come il Bestival sull'Isola di Wight ed il Moor Music Festival.
Contemporaneamente si appassiona sempre di più alla world music e alla musica classica indiana che approfondisce studiando per quattro anni con il maestro Dharambir Singh.
Nel 2005 forma assieme ad altri musicisti il gruppo di world music Samay con i quali è stato ospite in trasmissioni televisive nazionali inglesi come il Niki Bedi Show alla BBC e al network asiatico Doordarshan Tv UK di Londra.
Tutte queste esperienze lo portano a farsi conoscere nell'ambiente musicale inglese e a collaborare con artisti come Bickram Ghosh e Pete Lockett con i quali, nel 2008, fa una tournée in India che tocca le maggiori città come Calcutta e Nuova Delhi e lo fa apparire sulle più importanti testate giornalistiche e televisive del paese.
Appare nei crediti nei film Bollywood “Little Zizou” (2008) e "The Diamond murders" per i quali ha contribuito alla realizzazione della colonna sonora.
Nel 2012 fonda, insieme al pianista inglese Al MacSween, il gruppo Kefaya, un collettivo
musicale al quale si affiancano artisti internazionali, quali Paban Das Baul, Talvin Singh, Bickram Ghosh, Sharmila Tagore, Shankar Tucker, Pete Lockett. Nel 2015 il gruppo si esibisce al Pozzuoli Jazz Festival insieme a Daniele Sepe.
Collabora con la compagnia teatrale sudafricana Vuyani Dance Theatre fondata dal ballerino e coreografo Gregory Maqoma con la quale si è esibito in molti paesi europei, Sud Africa e Stati Uniti e con la quale si è aggiudicato nel 2014 il New York City Bessie Award per lo spettacolo Exit/Exist.

## Discografia

### Giuliano Modarelli
- Englobed - 2012 (Manush Recordings) [13]

### Sawa Teen
- Sawa Teen – 2004[14]

### Samay
- Songs for a global journey – 2008[15]

### Bickram Ghosh & Pete Lockett
- Kingdom of Rhythm - 2008[16]

### Kefaya
- Radio International - 2016[17]
- Songs of our Mothers - 2019[17]

### Colonne sonore
- Little Zizou - 2008
- The Diamond murders - 2008